# Erich Letterer
Erich Letterer (* 30. Juni 1895 in Nürnberg; † 26. Mai 1982 in Tübingen) war ein deutscher Pathologe und Hochschullehrer.

## Leben
Als Sohn eines Fabrikanten studierte Letterer in Freiburg und Würzburg Medizin. Während seines Studiums wurde er 1915 Mitglied der Sängerschaft Wettina Freiburg und 1918 Mitglied der Sängerschaft Saxo-Thuringia Würzburg. 1920 wurde er in Würzburg zum Dr. med. promoviert, und 1922 begann er dort bei Martin Benno Schmidt seine Ausbildung zum Pathologen. Er war Teilnehmer der 1915 von Assistenten der Würzburger Universitätskliniken gegründeten Freitagsgesellschaft (Würzburg). Die Referierabende durchführende Gesellschaft löste sich, nachdem die Mitglieder eine leitende Universitätsstelle erhalten habe, 1932/1933 auf. Im Jahr 1924 beschrieb Letterer eine aleukämische Retikulose, später als Abt-Letterer-Siwe-Krankheit bezeichnet (siehe Histiozytose X), wodurch er sich in der Pathologie einen Namen machte. 1926 habilitierte sich Letterer in Würzburg über Studien zur Art und Entwicklung des Amyloids mit dem Nachweis, dass die dysproteinämische Globulinvermehrung ein entscheidender Faktor ist. 1931 erfolgte die Berufung zum außerplanmäßigen Professor und ein halbjähriger Forschungsaufenthalt in Oxford durch die Rockefeller-Stiftung.
Letterer übernahm 1935 die größte Prosektur Deutschlands am Krankenhaus Dresden-Friedrichstadt. 1939 folgte er einem Ruf an die Universität Tübingen als Nachfolger von Albert Dietrich. Dort wurde er Leiter des Pathologischen Institutes bis zu seiner Emeritierung 1964. Von 1965 bis 1971 folgte er einem Ruf als ordentlicher Professor der Experimentellen Pathologie und Immunologie in der Medizinischen Fakultät der vom Opus Dei geführten Universität Navarra in Pamplona, die ihn 1972 mit dem Ehrendoktor auszeichnete.
1965 erhielt Erich Letterer die Ernst-von-Bergmann-Plakette der Bundesärztekammer. Im Jahr 1961 wurde er zum Mitglied der Leopoldina gewählt. Seit 1966 war er ordentliches Mitglied der Heidelberger Akademie der Wissenschaften.
Letterer war 1955 mit Franz Büchner (1895–1991) und Frédéric Roulet Gründungsherausgeber des Handbuchs der Allgemeinen Pathologie im Springer Verlag, dessen letzter Band 1977 erschien.

## Werke
- Über eine xanthöse Lymphogranulomatose mit besonderer Beteiligung des Skeletts. Fischer, Jena 1934
- Allgemeine Pathologie: Grundlagen und Probleme. Thieme, Leipzig 1959
- Allgemeine morphologische Immunologie: Ein Leitfaden für Studenten und Ärzte als Einführung in die Morphologie des Immunphänomene. Schattauer, Stuttgart/New York, 1969
- Morphologische Äquivalentbilder immunologischer Vorgänge im Organismus. Springer, Berlin/Heidelberg/New York, 1971